# Phycus kerteszi
Phycus kerteszi är en tvåvingeart som beskrevs av Krober 1912. Phycus kerteszi ingår i släktet Phycus och familjen stilettflugor.
Artens utbredningsområde är Taiwan. Inga underarter finns listade i Catalogue of Life.